# Петър Хаджитасев
Петър Хаджитасев (на гръцки: Πέτρος Χατζητάσης, Петрос Хадзитасис) e македонски гъркоманин, деец на гръцката въоръжена пропаганда.

## Биография
Петър Хаджитасев е роден в 1872 година в град Лерин, тогава в Османската империя, днес Флорина, Гърция. Става член на леринския гръцки комитет по предложение на Лаки Пирза в 1902 година.
В 1904 година ранява члена на ВМОРО Михаил Грежов. Влиза в четата на Павлос Мелас и участва в сражението при Статица, в което Мелас загива. По-късно в спомените си пише, че Мелас е убит от Лаки Пирза.
След това е в четата на Никостратос Каломенопулос (капитан Нидас). След сражение при Бел камен е заловен и лежи три години в затвора до Младотурската революция в 1908 година.